# 宮本裕司
宮本 裕司（みやもと ひろし、1983年1月7日 - ）は、和歌山県日高郡日高町出身の元プロ野球選手（捕手）。右投左打。

## 来歴・人物
御坊商工高校時代は内野手。摂南大学2年の時に捕手に転向。阪神リーグ（2,3部）のベストナインに選出されたが、目立った選手ではなかった。
一般企業への内定が決まっていたが、四国アイランドリーグ創設の話を知り、その年に行われたトライアウトに受験して合格。2005年に高知ファイティングドッグスに入団した。入団後は当時コーチだった坊西浩嗣に見込まれ、マンツーマンでの指導を受け、メキメキと頭角を顕した。入団1年目は打率2割8分（リーグ4位）、5本塁打（同2位）、36打点（同4位）をマーク。また、捕手として好リードで投手陣を支え、リーグ制覇に貢献し、初代リーグMVPに輝いた。2006年シーズンは2割8分4厘（リーグ6位）、5本塁打（同5位）、44打点（同5位）をマーク。攻守の要として活躍し、チームの前期優勝に貢献した。
2007年11月19日に行われたプロ野球ドラフト会議で、千葉ロッテマリーンズから育成選手枠で指名された。
同年12月17日の新入団選手発表会で、ファンに向けて一言のとき、「今日は僕のために集まっていただきありがとうございます!」と言い、ファンを笑わせた。
2009年3月30日、支配下登録された。同年シーズンは、二軍で44試合に出場し打率.295を記録した。
2010年からは打撃を生かすために本職である捕手よりも一塁や外野を守ることが多くなった。同年のシーズンは、二軍で80試合に出場し、打率.248、本塁打8を記録した。
2011年シーズンは、二軍で54試合に出場するも打率.177、本塁打0に終わり、10月9日、戦力外通告を受けた。12月2日、自由契約公示された。
引退後は和歌山県立和歌山工業高等学校で教師を勤める。

## 詳細情報

### 年度別打撃成績
- 一軍公式戦出場なし

### 独立リーグでの打撃成績
| 年 度     | 球 団     | 試 合 | 打 数 | 得 点 | 安 打 | 二 塁 打 | 三 塁 打 | 本 塁 打 | 打 点 | 盗 塁 | 犠 打 | 犠 飛 | 四 球 | 死 球 | 三 振 | 打 率 |
| --------- | --------- | ----- | ----- | ----- | ----- | -------- | -------- | -------- | ----- | ----- | ----- | ----- | ----- | ----- | ----- | ----- |
| 2005      | 高知      | 90    | 311   | 38    | 87    | 15       | 4        | 5        | 36    | 11    | 6     | 1     | 33    | 6     | 68    | .280  |
| 2006      | 高知      | 87    | 261   | 31    | 74    | 8        | 8        | 5        | 44    | 9     | 1     | 1     | 17    | 8     | 63    | .284  |
| 2007      | 高知      | 90    | 274   | 35    | 79    | 13       | 7        | 5        | 26    | 12    | 2     | 1     | 42    | 6     | 45    | .288  |
| 通算：3年 | 通算：3年 | 267   | 846   | 104   | 240   | 36       | 19       | 15       | 106   | 32    | 9     | 3     | 92    | 20    | 176   | .284  |

- 各年度の太字はリーグ最高

### 背番号
- 10 （2005年 - 2007年）
- 122 （2008年 - 2009年途中）
- 64 （2009年途中 - 2011年）